# Christopher Eubanks
Christopher Eubanks (* 5. května 1996 Atlanta) je americký profesionální tenista. Ve své dosavadní kariéře na okruhu ATP Tour vyhrál jeden singlový turnaj. Na challengerech ATP a okruhu ITF získal čtyři tituly ve dvouhře i čtyřhře.
Na žebříčku ATP byl ve dvouhře nejvýše klasifikován v červenci 2023 na 29. místě a ve čtyřhře v září 2020 na 182. místě. Trénuje ho Jihoafričan Ruan Roelofse.

## Tenisová kariéra
V letech 2015–2017 hrál akademický tenis za univerzitní tým Yellow Jackets na Georgijském technickém institutu v Atlantě, kde vystudoval obchod. V rámci Atlantické pobřežní konference byl jako pátý tenista celkově, a první zástupce „žlutých bund“, dvakrát vyhlášen hráčem roku a také dvakrát zařazen do „týmu hvězd“ All-American. Po ukončení studia se v říjnu 2017 stal profesionálem.
Na okruhu ATP Tour debutoval dvouhrou i čtyřhrou na BB&T Atlanta Open 2015 po udělení divokých karet do obou soutěží. Na úvod singlu získal jen čtyři gamy na Radka Štěpánka z třetí světové stovky, hrajícího pod žebříčkovou ochranou. V atlantském deblu postoupil s Donaldem Youngem do semifinále, v němž podlehli prvnímu světovému páru, Bobovi a Miku Bryanovým.
Při třetí účasti na atlantském turnaji, BB&T Atlanta Open 2017, vyhrál první zápasy na túře ATP, když vyřadil krajany Taylora Fritze a padesátého devátého muže žebříčku Jareda Donaldsona. Ve čtvrtfinále mu stopku vystavil další Američan Ryan Harrison z páté desítky klasifikace. O dva týdny později premiérově zasáhl do turnaje série Masters srpnovým Western & Southern Open 2017 v Cincinnati poté, co zvládl kvalifikační kolo proti Srbovi Janku Tipsarevićovi. Časné vyřazení ve dvouhře mu však přivodil Ind Ramkumar Ramanathan z druhé světové stovky.

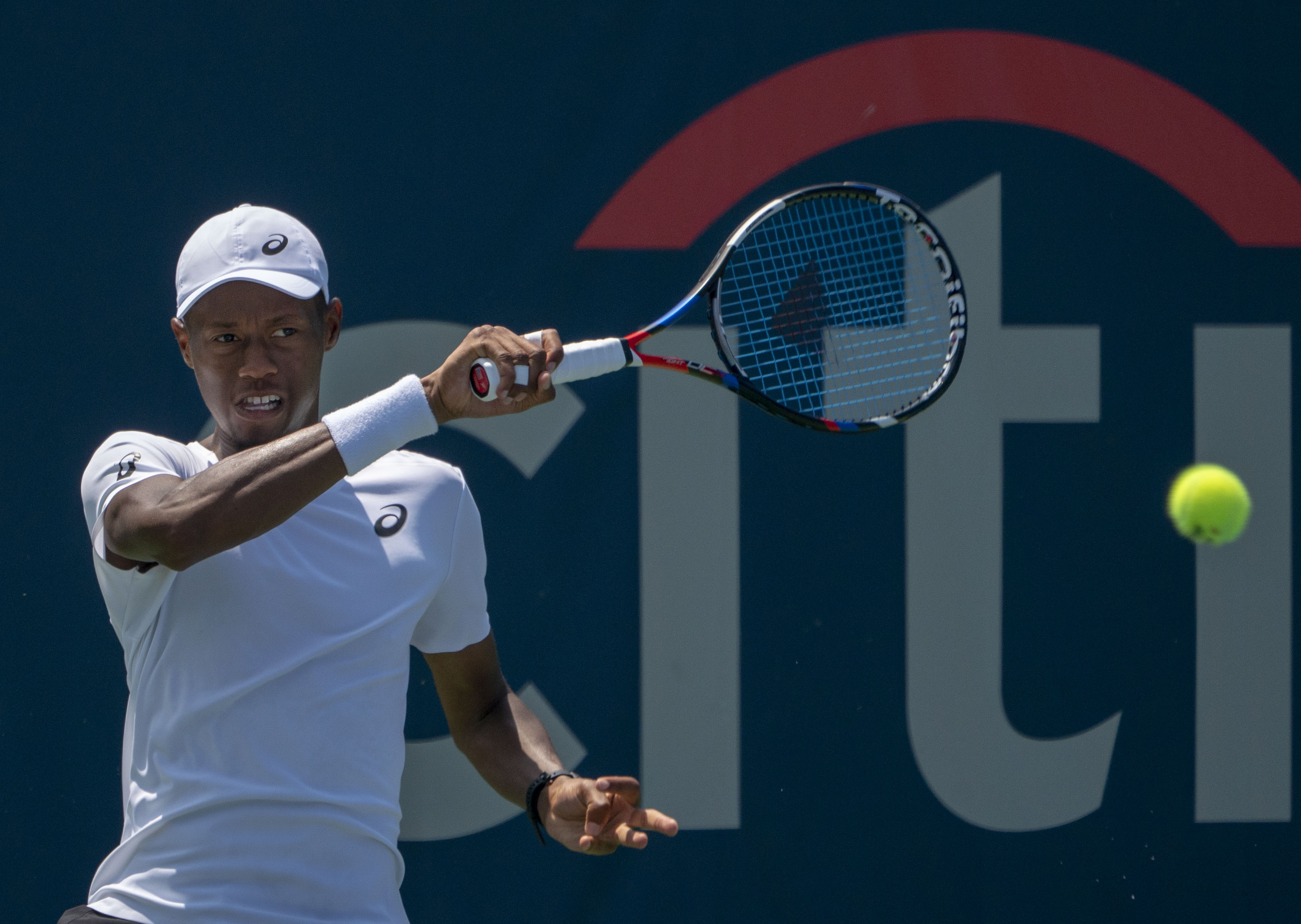
Forhend na Citi Open 2018, kde z kvalifikace nepostoupil do dvouhry

Debut v hlavní grandslamové soutěži zaznamenal v singlu i deblu US Open 2017 po zisku divokých karet. V prvním kole dvouhry však nenašel recept na Izraelce Dudiho Selu, figurujícího na sedmdesáté první příčce žebříčku. Na Australian Open 2019 zvládl tříkolovou kvalifikaci, ale v úvodu melbournské dvouhry podlehl gruzínské světové dvacítce Nikolozi Basilašvilimu ve čtyřech setech. Na US Open 2022 vyhrál první zápas v grandslamové dvouhře, když přehrál Španěla Pedra Martíneze z šesté desítky, než jeho cestu soutěží ukončil třináctý tenista světa Jannik Sinner z Itálie.
Do čtvrtfinále Mastersu premiérově postoupil z kvalifikace březnového Miami Open 2023. Ve druhém kole dosáhl debutové kariérní výhry nad členem elitní světové dvacítky, dvacátým v pořadí Bornou Ćorićem z Chorvatska. Šňůru šesti vítězných zápasů v miamském areálu Hard Rock Stadium ukončila až světová pětka Daniil Medveděv. Bodový zisk mu zajistil průlom do první světové stovky žebříčku ATP, když se 3. dubna 2023 posunul ze 119. na 85. příčku.
První finále na okruhu ATP Tour, na travnatém Mallorca Championships 2023, proměnil ve 27 letech v titul. V semifinále přitom odvrátil pět mečbolů jihoafrickému kvalifikantovi Lloydu Harrisovi z konce třetí stovky klasifikace. V závěrečném utkání zdolal o osm let starší světovou třiačtyřicítku Adriana Mannarina z Francie ve dvou sadách. Na turnaji si vylepšil maximum, když poprvé postoupil do semifinálové fáze. V probíhající sezóně se stal šestým šampionem, který získal trofej po záchraně mečbolové hrozby. Bodový zisk jej premiérově posunul do elitní světové padesátky, na 43. příčku. Po čtyřech nezvládnutých wimbledonských kvalifikacích, v letech 2018–2022, si první přímou účast v All England Clubu zajistil ve Wimbledonu 2023. V londýnské dvouhře postupně vyřadil Brazilce Thiaga Monteira, dvanáctého nasazeného Brita Camerona Norrieho, Australana Christophera O'Connella a v osmifinálové pětisetové bitvě i světovou pětku Stefanose Tsitsipase. Tím poprvé zvítězil nad členem ze světové desítky i pětky. Další pětisetový zápas však prohrál, když mezi poslední osmičkou nestačil na třetího hráče klasifikace Daniila Medveděva.

## Finále na okruhu ATP Tour
| Legenda                   |
| ------------------------- |
| D – dvouhra; Č – čtyřhra  |
| Grand Slam (0)            |
| Turnaj mistrů (0)         |
| ATP Tour Masters 1000 (0) |
| ATP Tour 500 (0)          |
| ATP Tour 250 (1–0 D)      |

### Dvouhra: 1 (1–0)
| Stav  | č. | datum       | turnaj              | povrch | soupeř ve finále | výsledek |
| ----- | -- | ----------- | ------------------- | ------ | ---------------- | -------- |
| Vítěz | 1. | červen 2023 | Mallorca, Španělsko | tráva  | Adrian Mannarino | 6–1, 6–4 |

## Tituly na challengerech ATP a okruhu ITF
| Legenda                |
| ---------------------- |
| Challengery (3 D; 3 Č) |
| ITF (1 D; 1 Č)         |

### Dvouhra (4 tituly)
| Č. | datum         | turnaj                       | povrch    | poražený finalista | výsledek           |
| -- | ------------- | ---------------------------- | --------- | ------------------ | ------------------ |
| 1. | červen 2017   | Winston-Salem, Spojené státy | tvrdý     | Kevin King         | 7–5, 2–6, 7–6(8–6) |
| 1. | duben 2018    | León, Mexiko                 | tvrdý     | John-Patrick Smith | 6–4, 3–6, 7–6(7–4) |
| 2. | červen 2021   | Orlando, Spojené státy       | tvrdý     | Nicolás Mejía      | 2–6, 7–6(7–3), 6–4 |
| 3. | listopad 2021 | Knoxville, Spojené státy     | tvrdý (h) | Daniel Altmaier    | 6–3, 6–4           |

### Čtyřhra (4 tituly)
| Č. | datum         | turnaj                       | povrch    | spoluhráč      | poražení finalisté                        | výsledek      |
| -- | ------------- | ---------------------------- | --------- | -------------- | ----------------------------------------- | ------------- |
| 1. | červen 2017   | Winston-Salem, Spojené státy | tvrdý     | Kevin King     | Dominik Koepfer Luis David Martínez       | 6–3, 6–4      |
| 1. | říjen 2017    | Monterrey, Mexiko            | tvrdý     | Evan King      | Marcelo Arévalo Miguel Ángel Reyes-Varela | 7–6(7–4), 6–3 |
| 2. | listopad 2019 | Champaign, Spojené státy     | tvrdý (h) | Kevin King     | Evan Hoyt Martin Redlicki                 | 7–5, 6–3      |
| 3. | březen 2021   | Petrohrad, Rusko             | tvrdý (h) | Roberto Quiroz | Jesper de Jong Sem Verbeek                | 6–4, 6–3      |